# Voinea Marinescu
Pour les articles homonymes, voir Marinescu.
Voinea Marinescu, né Voinea Marinoff le 31 mai 1915 à Somovit en Bulgarie et mort le 2 septembre 1973 à Bucarest, est un chirurgien et homme politique roumain, d'ethnie bulgare. Membre du Parti communiste roumain, il est ministre de la Santé de 1954 à 1966.